# Барон Крофт
Барон Крофт из Борнмута в графстве Саутгемптон — наследственный титул в системе Пэрства Соединённого королевства. Он был создан 28 мая 1940 года для британского военного и консервативного политика сэра Генри Пейджа Крофта, 1-го баронета (1881—1947). Он заседал в Палате общин Великобритании от Крайстчёрча (1910—1918) и Борнмута (1918—1940), а также занимал должность заместителя военного министра (1940—1945). 28 февраля 1924 года для него уже был создан титул баронета из Борнмута в графстве Саутгемптон в Баронетстве Соединённого королевства. Генри Крофт был внуком преподобного Ричарда Крофта, третьего сына доктора сэра Ричарда Крофта, 6-го баронета из Крофт Касл (1762—1818).
По состоянию на 2024 год носителем титула являлся внук первого барона, Бернард Уильям Генри Пейдж Крофт, 3-й барон Крофт (род. 1949), который стал преемником своего отца в 1997 году.

## Бароны Крофт (1940)
- 1940—1947: Бригадир Генри Пейдж Крофт, 1-й барон Крофт (22 июля 1881 — 7 декабря 1947), младший сын Ричарда Бениона Крофта (1843—1912)[1];
- 1947—1997: Майкл Генри Глендауэр Пейдж Крофт, 2-й барон Крофт (20 августа 1916 — 11 января 1997), единственный сын предыдущего[2];
- 1997 — настоящее время: Бернард Уильям Генри Пейдж Крофт, 3-й барон Крофт (род. 28 августа 1949), единственный сын предыдущего[3].

Нет наследника баронского титула.